# فرنسيسكو خوسيه ريكيلمي
فرنسيسكو خوسيه ريكيلمي (بالإسبانية: Francisco Elías Riquelme)‏ هو منتج أفلام ومخرج إسباني، ولد في 26 يونيو 1890، وتوفي في 8 يونيو 1977.

## وصلات خارجية
- فرنسيسكو خوسيه ريكيلمي على موقع IMDb (الإنجليزية)
- فرنسيسكو خوسيه ريكيلمي على موقع ألو سيني (الفرنسية)
- فرنسيسكو خوسيه ريكيلمي على موقع قاعدة بيانات الفيلم (الإنجليزية)
- فرنسيسكو خوسيه ريكيلمي على موقع كينوبويسك (الروسية)